# Asparagus rubricaulis
Asparagus rubricaulis är en sparrisväxtart som först beskrevs av Carl Sigismund Kunth, och fick sitt nu gällande namn av John Gilbert Baker. Asparagus rubricaulis ingår i släktet sparrisar, och familjen sparrisväxter. Inga underarter finns listade i Catalogue of Life.